# Гаї (Роменський район)
Гаї́ — село Роменського району Сумської області. Населення становило 456 осіб у 2021 році, кількість виборців 378 осіб. Входить до складу Хмелівської сільської громади. До 2020 орган місцевого самоврядування — Басівська сільська рада.

## Географічне розташування
Село Гаї розташоване на лівому березі струмка без назви, який через 8 км впадає в річку Ромен. На струмку є велика загата. 
На відстані 1 км розташоване село Борозенка. Через село проходить автомобільний шлях Т 1907. Неподалік від села розташований Хмелівський заказник.
У селі росте 600-літній «Дуб Гаркуші», названий на честь народного месника XVII століття, отамана Семена Гаркуші, який любив відпочивати під дубом — вершити там суд та обдаровувати бідних.

## Назва
По території села Гаї пролягала дорога з Ромен через Хмелів на Конотоп. Обабіч дороги стояли  ліси, що місцями переривались гаями. Тому цю місцевість з XVIII ст. називали "Гаї", "Гаями". 

## Історія
Залюднюватись ця територія почала з другої половини XIX ст. У 80-х роках тут вже існував хутір Пашків Гай Хмелівської волості. Також неподалік наприкінці XIX ст. був заснований хутір Гай .  
Після Столипінської аграрної реформи напочатку XX ст. виникають численні хутори, які засновувались заможними господарями. 
Всього на 1910 рік в Гаївських хуторах налічувалось близько 90 дворів .
Після приходу більшовиків до влади на Роменщині  в Гаях з 1920 р. діяв комітет незаможних селян. 
У березні 1923 р. хутір Гай увійшов до складу новоутвореного Хмелівського району Роменської округи. 
У 1929 р. розпочалась колективізація, був створений колгосп. Його головою був обраний Васильченко Г. О., який був страчений німецькими окупантами в роки Другої світової війни. 
У 1932-1933 роках Гаї не оминув голодомор. 
У 1939-40 рр. населення з хуторів, розкиданих по ярах та балках, преселили до центрального шляху. Відтоді і бере початок теперішнє село, яке з 1940 р. почало називатися Гаї .
В роки  Другої світової війни у Гаях під час бомбардування загинув житель села, голову колгоспу було розстріляно. 
Після війни в Гаях відновив діяльність колгосп, який мав назву "Перше Травня". Головою тривалий час був Журид І. В. 
12 червня 2020 року, відповідно до розпорядження Кабінету Міністрів України № 723-р «Про визначення адміністративних центрів та затвердження територій територіальних громад Сумської області», село увійшло до складу Хмелівської сільської громади. 
19 липня 2020 року, в результаті адміністративно-територіальної реформи та ліквідації Роменського району(1930-2020), громада увійшла до складу новоутвореного Роменського району.

## Політика

### Парламентські вибори, 2019
На позачергових парламентських виборах 2019 року у селі функціонувала окрема виборча дільниця № 590480, розташована у приміщенні школи.
Результати
- зареєстровано 387 виборців, явка 60,21%, найбільше голосів віддано за «Слугу народу» — 43,10%, за Всеукраїнське об'єднання «Батьківщина» — 29,74%, за «Силу і честь» — 6,47%[6]. В одномандатному окрузі найбільше голосів отримав Максим Гузенко (Слуга народу) — 31,88%, за Віктора Ладуху (Всеукраїнське об'єднання «Батьківщина») — 27,51%, за Анатолія Кобзаренка (самовисування) і Ігоря Шкурата (самовисування) — по 9,61%[7].

## Населення

### Мова
Розподіл населення за рідною мовою за даними :
| Мова       | Кількість | Відсоток |
| ---------- | --------- | -------- |
| українська | 566       | 98.95%   |
| російська  | 5         | 0.87%    |
| білоруська | 1         | 0.18%    |
| Усього     | 572       | 100%     |

## Економіка
- Фермерське господарство «Гай».

## Соціальна сфера
Нині в селі діє заклад загальної середньої освіти I-II ступенів — філія Хмелівського ліцею. Директор: Гирич Любов Миколаївна. 

## Персоналії
Касьян Володимир — український військовик, учасник російсько-української війни.

## Пам'ятки
- Пам'ятник жертвам комуністичного голодомору;